# Земліна Світлана Геннадіївна
Світла́на Генна́діївна Земліна — українська військовослужбовиця, сержант, бойовий медик, учасниця російсько-української війни.

## Життєпис
Закінчила Рівненську медичну академію. Після закінчення навчання підписала контракт і стала бойовою медсестрою «Едельвейсів», 10-ї гірсько-штурмової бригади.
26 березня 2021 року разом з сержантами Сергієм Сулимою та Олексієм Косташиком кинулася на допомогу пораненим саперам поблизу смт Шумів Донецької області, де з побратимами потрапила під обстріл.

## Нагороди та відзнаки
- 7 квітня 2021 року указом Президента України № 149/2021, — за особисту мужність і самовіддані дії, виявлені у захисті державного суверенітету та територіальної цілісності України, — нагороджена орденом Богдана Хмельницького III ступеня[4].